# Coupe Davis 1967
Pour un article plus général, voir Coupe Davis.
Navigation
Édition précédente Édition suivante
La Coupe Davis 1967 est la 56e édition de ce tournoi de tennis professionnel masculin par nations. Les rencontres se déroulent du 25 mars au 28 décembre dans différents lieux.
L'Australie (triple tenante du titre) remporte son 22e saladier d'argent grâce à sa victoire lors du "Challenge Round" face à l'Espagne par quatre victoires à une.

## Contexte
Les nations ont dû jouer une ou plusieurs rencontres afin d'atteindre le top 16 mondial.
Le tournoi se déroule au préalable dans les tours préliminaires des zones continentales. Un total de 49 nations participent à la compétition :
- 7 dans la "Zone Amérique",
- 9 dans la "Zone Est" (incluant l'Asie et l'Océanie),
- 32 dans la "Zone Europe" (incluant l'Afrique),
- plus l'Australie ayant remporté l'édition précédente, ainsi qualifiée pour le "Challenge round".

## Résultats

### Tableau du top 16 mondial
|  | Huitièmes de finale Plusieurs dates                                              | Huitièmes de finale Plusieurs dates                                     |                  |                                                  | Quarts de finale Plusieurs dates                                         | Quarts de finale Plusieurs dates                                         |   |  | Demi-finales Plusieurs dates                                          | Demi-finales Plusieurs dates                                          |  |  | Finale du tout venant 30 novembre                   | Finale du tout venant 30 novembre                   |
|  | Huitièmes de finale Plusieurs dates                                              | Huitièmes de finale Plusieurs dates                                     |                  |                                                  | Quarts de finale Plusieurs dates                                         | Quarts de finale Plusieurs dates                                         |   |  | Demi-finales Plusieurs dates                                          | Demi-finales Plusieurs dates                                          |  |  | Finale du tout venant 30 novembre                   | Finale du tout venant 30 novembre                   |
|  |                                                                                  |                                                                         |                  |                                                  |                                                                          |                                                                          |   |  |                                                                       |                                                                       |  |  |                                                     |                                                     |
|  | Demi-finale Europe A (7 - 9 juin) Moscou, Union soviétique (???)                 | Demi-finale Europe A (7 - 9 juin) Moscou, Union soviétique (???)        |                  |                                                  | Finale Europe A (14 - 16 juillet) Barcelone, Espagne (terre battue ext.) | Finale Europe A (14 - 16 juillet) Barcelone, Espagne (terre battue ext.) |   |  | Inter-zone (21 - 23 septembre) Barcelone, Espagne (terre battue ext.) | Inter-zone (21 - 23 septembre) Barcelone, Espagne (terre battue ext.) |  |  | Inter-zone Johannesbourg, Afrique du Sud (dur ext.) | Inter-zone Johannesbourg, Afrique du Sud (dur ext.) |
|  | Demi-finale Europe A (7 - 9 juin) Moscou, Union soviétique (???)                 | Demi-finale Europe A (7 - 9 juin) Moscou, Union soviétique (???)        |                  |                                                  | Finale Europe A (14 - 16 juillet) Barcelone, Espagne (terre battue ext.) | Finale Europe A (14 - 16 juillet) Barcelone, Espagne (terre battue ext.) |   |  | Inter-zone (21 - 23 septembre) Barcelone, Espagne (terre battue ext.) | Inter-zone (21 - 23 septembre) Barcelone, Espagne (terre battue ext.) |  |  | Inter-zone Johannesbourg, Afrique du Sud (dur ext.) | Inter-zone Johannesbourg, Afrique du Sud (dur ext.) |
|  | Union soviétique                                                                 | 3                                                                       |                  |                                                  | Finale Europe A (14 - 16 juillet) Barcelone, Espagne (terre battue ext.) | Finale Europe A (14 - 16 juillet) Barcelone, Espagne (terre battue ext.) |   |  | Inter-zone (21 - 23 septembre) Barcelone, Espagne (terre battue ext.) | Inter-zone (21 - 23 septembre) Barcelone, Espagne (terre battue ext.) |  |  | Inter-zone Johannesbourg, Afrique du Sud (dur ext.) | Inter-zone Johannesbourg, Afrique du Sud (dur ext.) |
|  | Union soviétique                                                                 | 3                                                                       |                  |                                                  | Finale Europe A (14 - 16 juillet) Barcelone, Espagne (terre battue ext.) | Finale Europe A (14 - 16 juillet) Barcelone, Espagne (terre battue ext.) |   |  | Inter-zone (21 - 23 septembre) Barcelone, Espagne (terre battue ext.) | Inter-zone (21 - 23 septembre) Barcelone, Espagne (terre battue ext.) |  |  | Inter-zone Johannesbourg, Afrique du Sud (dur ext.) | Inter-zone Johannesbourg, Afrique du Sud (dur ext.) |
|  | Chili                                                                            | 0                                                                       |                  |                                                  | Finale Europe A (14 - 16 juillet) Barcelone, Espagne (terre battue ext.) | Finale Europe A (14 - 16 juillet) Barcelone, Espagne (terre battue ext.) |   |  | Inter-zone (21 - 23 septembre) Barcelone, Espagne (terre battue ext.) | Inter-zone (21 - 23 septembre) Barcelone, Espagne (terre battue ext.) |  |  | Inter-zone Johannesbourg, Afrique du Sud (dur ext.) | Inter-zone Johannesbourg, Afrique du Sud (dur ext.) |
|  | Chili                                                                            | 0                                                                       | Union soviétique | 1                                                |                                                                          |                                                                          |   |  | Inter-zone (21 - 23 septembre) Barcelone, Espagne (terre battue ext.) | Inter-zone (21 - 23 septembre) Barcelone, Espagne (terre battue ext.) |  |  | Inter-zone Johannesbourg, Afrique du Sud (dur ext.) | Inter-zone Johannesbourg, Afrique du Sud (dur ext.) |
|  | Demi-finale Europe A (8 - 10 juin) Eastbourne, Grande-Bretagne (gazon ext.)      |                                                                         | Union soviétique | 1                                                |                                                                          |                                                                          |   |  | Inter-zone (21 - 23 septembre) Barcelone, Espagne (terre battue ext.) | Inter-zone (21 - 23 septembre) Barcelone, Espagne (terre battue ext.) |  |  | Inter-zone Johannesbourg, Afrique du Sud (dur ext.) | Inter-zone Johannesbourg, Afrique du Sud (dur ext.) |
|  |                                                                                  | Espagne                                                                 | 4                |                                                  |                                                                          |                                                                          |   |  | Inter-zone (21 - 23 septembre) Barcelone, Espagne (terre battue ext.) | Inter-zone (21 - 23 septembre) Barcelone, Espagne (terre battue ext.) |  |  | Inter-zone Johannesbourg, Afrique du Sud (dur ext.) | Inter-zone Johannesbourg, Afrique du Sud (dur ext.) |
|  | Grande-Bretagne                                                                  | Espagne                                                                 | 4                | 2                                                |                                                                          |                                                                          |   |  | Inter-zone (21 - 23 septembre) Barcelone, Espagne (terre battue ext.) | Inter-zone (21 - 23 septembre) Barcelone, Espagne (terre battue ext.) |  |  | Inter-zone Johannesbourg, Afrique du Sud (dur ext.) | Inter-zone Johannesbourg, Afrique du Sud (dur ext.) |
|  | Grande-Bretagne                                                                  | Finale Amériques (17 - 19 juin) Guayaquil, Équateur (terre battue ext.) |                  | 2                                                |                                                                          |                                                                          |   |  | Inter-zone (21 - 23 septembre) Barcelone, Espagne (terre battue ext.) | Inter-zone (21 - 23 septembre) Barcelone, Espagne (terre battue ext.) |  |  | Inter-zone Johannesbourg, Afrique du Sud (dur ext.) | Inter-zone Johannesbourg, Afrique du Sud (dur ext.) |
|  | Espagne                                                                          | 3                                                                       |                  |                                                  |                                                                          |                                                                          |   |  | Inter-zone (21 - 23 septembre) Barcelone, Espagne (terre battue ext.) | Inter-zone (21 - 23 septembre) Barcelone, Espagne (terre battue ext.) |  |  | Inter-zone Johannesbourg, Afrique du Sud (dur ext.) | Inter-zone Johannesbourg, Afrique du Sud (dur ext.) |
|  | Espagne                                                                          | 3                                                                       | Espagne          | 5                                                |                                                                          |                                                                          |   |  |                                                                       |                                                                       |  |  | Inter-zone Johannesbourg, Afrique du Sud (dur ext.) | Inter-zone Johannesbourg, Afrique du Sud (dur ext.) |
|  | Finale Am. Nord et Centre (27 - 30 mai) Mexico, Mexique (terre battue ext.)      |                                                                         | Espagne          | 5                                                |                                                                          |                                                                          |   |  |                                                                       |                                                                       |  |  | Inter-zone Johannesbourg, Afrique du Sud (dur ext.) | Inter-zone Johannesbourg, Afrique du Sud (dur ext.) |
|  |                                                                                  | Équateur                                                                | 0                |                                                  |                                                                          |                                                                          |   |  |                                                                       |                                                                       |  |  | Inter-zone Johannesbourg, Afrique du Sud (dur ext.) | Inter-zone Johannesbourg, Afrique du Sud (dur ext.) |
|  | États-Unis                                                                       | Équateur                                                                | 0                | 4                                                |                                                                          |                                                                          |   |  |                                                                       |                                                                       |  |  | Inter-zone Johannesbourg, Afrique du Sud (dur ext.) | Inter-zone Johannesbourg, Afrique du Sud (dur ext.) |
|  | États-Unis                                                                       | Inter-zone (10 - 12 novembre) Barcelone, Espagne (terre battue ext.)    |                  | 4                                                |                                                                          |                                                                          |   |  |                                                                       |                                                                       |  |  | Inter-zone Johannesbourg, Afrique du Sud (dur ext.) | Inter-zone Johannesbourg, Afrique du Sud (dur ext.) |
|  | Mexique                                                                          | 1                                                                       |                  |                                                  |                                                                          |                                                                          |   |  |                                                                       |                                                                       |  |  | Inter-zone Johannesbourg, Afrique du Sud (dur ext.) | Inter-zone Johannesbourg, Afrique du Sud (dur ext.) |
|  | Mexique                                                                          | 1                                                                       | États-Unis       | 2                                                |                                                                          |                                                                          |   |  |                                                                       |                                                                       |  |  | Inter-zone Johannesbourg, Afrique du Sud (dur ext.) | Inter-zone Johannesbourg, Afrique du Sud (dur ext.) |
|  | Finale Amérique du Sud (28 - 30 mai) Buenos Aires, Argentine (terre battue ext.) |                                                                         | États-Unis       | 2                                                |                                                                          |                                                                          |   |  |                                                                       |                                                                       |  |  | Inter-zone Johannesbourg, Afrique du Sud (dur ext.) | Inter-zone Johannesbourg, Afrique du Sud (dur ext.) |
|  |                                                                                  | Équateur                                                                | 3                |                                                  |                                                                          |                                                                          |   |  |                                                                       |                                                                       |  |  | Inter-zone Johannesbourg, Afrique du Sud (dur ext.) | Inter-zone Johannesbourg, Afrique du Sud (dur ext.) |
|  | Argentine                                                                        | Équateur                                                                | 3                | 1                                                |                                                                          |                                                                          |   |  |                                                                       |                                                                       |  |  | Inter-zone Johannesbourg, Afrique du Sud (dur ext.) | Inter-zone Johannesbourg, Afrique du Sud (dur ext.) |
|  | Argentine                                                                        | Finale Est (29 septembre - 1er octobre) New Delhi, Inde (???)           |                  | 1                                                |                                                                          |                                                                          |   |  |                                                                       |                                                                       |  |  | Inter-zone Johannesbourg, Afrique du Sud (dur ext.) | Inter-zone Johannesbourg, Afrique du Sud (dur ext.) |
|  | Équateur                                                                         | 4                                                                       |                  |                                                  |                                                                          |                                                                          |   |  |                                                                       |                                                                       |  |  | Inter-zone Johannesbourg, Afrique du Sud (dur ext.) | Inter-zone Johannesbourg, Afrique du Sud (dur ext.) |
|  | Équateur                                                                         | 4                                                                       | Espagne          | 3                                                |                                                                          |                                                                          |   |  |                                                                       |                                                                       |  |  |                                                     |                                                     |
|  | Finale Est B (28 - 30 avril) Téhéran, Iran (???)                                 |                                                                         | Espagne          | 3                                                |                                                                          |                                                                          |   |  |                                                                       |                                                                       |  |  |                                                     |                                                     |
|  |                                                                                  | Afrique du Sud                                                          | 2                |                                                  |                                                                          |                                                                          |   |  |                                                                       |                                                                       |  |  |                                                     |                                                     |
|  | Inde                                                                             | Afrique du Sud                                                          | 2                | 4                                                |                                                                          |                                                                          |   |  |                                                                       |                                                                       |  |  |                                                     |                                                     |
|  | Inde                                                                             |                                                                         |                  | 4                                                |                                                                          |                                                                          |   |  |                                                                       |                                                                       |  |  |                                                     |                                                     |
|  | Iran                                                                             | 1                                                                       |                  |                                                  |                                                                          |                                                                          |   |  |                                                                       |                                                                       |  |  |                                                     |                                                     |
|  | Iran                                                                             | 1                                                                       | Inde             | 4                                                |                                                                          |                                                                          |   |  |                                                                       |                                                                       |  |  |                                                     |                                                     |
|  | Finale Est A (5 - 8 mai) Tokyo, Japon (???)                                      |                                                                         | Inde             | 4                                                |                                                                          |                                                                          |   |  |                                                                       |                                                                       |  |  |                                                     |                                                     |
|  |                                                                                  | Japon                                                                   | 1                |                                                  |                                                                          |                                                                          |   |  |                                                                       |                                                                       |  |  |                                                     |                                                     |
|  | Philippines                                                                      | Japon                                                                   | 1                | 0                                                |                                                                          |                                                                          |   |  |                                                                       |                                                                       |  |  |                                                     |                                                     |
|  | Philippines                                                                      | Finale Europe B (20 22 juillet) Durban, Afrique du Sud (???)            |                  | 0                                                |                                                                          |                                                                          |   |  |                                                                       |                                                                       |  |  |                                                     |                                                     |
|  | Japon                                                                            | 5                                                                       |                  |                                                  |                                                                          |                                                                          |   |  |                                                                       |                                                                       |  |  |                                                     |                                                     |
|  | Japon                                                                            | 5                                                                       | Inde             | 0                                                |                                                                          |                                                                          |   |  |                                                                       |                                                                       |  |  |                                                     |                                                     |
|  | Demi-finale Europe B (9 - 11 juin) Paris, France (terre battue ext.)             |                                                                         | Inde             | 0                                                |                                                                          |                                                                          |   |  |                                                                       |                                                                       |  |  |                                                     |                                                     |
|  |                                                                                  | Afrique du Sud                                                          | 5                |                                                  |                                                                          |                                                                          |   |  |                                                                       |                                                                       |  |  |                                                     |                                                     |
|  | Brésil                                                                           | Afrique du Sud                                                          | 5                | 3                                                |                                                                          |                                                                          |   |  |                                                                       |                                                                       |  |  |                                                     |                                                     |
|  | Brésil                                                                           |                                                                         |                  | 3                                                |                                                                          |                                                                          |   |  |                                                                       |                                                                       |  |  |                                                     |                                                     |
|  | Italie                                                                           | 1                                                                       |                  | Challenge round 26 - 28 décembre                 | Challenge round 26 - 28 décembre                                         |                                                                          |   |  |                                                                       |                                                                       |  |  |                                                     |                                                     |
|  | Italie                                                                           | 1                                                                       | Brésil           | Challenge round 26 - 28 décembre                 | Challenge round 26 - 28 décembre                                         | 0                                                                        |   |  |                                                                       |                                                                       |  |  |                                                     |                                                     |
|  | Demi-finale Europe B (8 - 10 juin) Naples, Italie (terre battue ext.)            | Demi-finale Europe B (8 - 10 juin) Naples, Italie (terre battue ext.)   | Brésil           | Challenge round Brisbane, Australie (gazon ext.) | Challenge round Brisbane, Australie (gazon ext.)                         | 0                                                                        |   |  |                                                                       |                                                                       |  |  |                                                     |                                                     |
|  | Demi-finale Europe B (8 - 10 juin) Naples, Italie (terre battue ext.)            | Demi-finale Europe B (8 - 10 juin) Naples, Italie (terre battue ext.)   |                  | Challenge round Brisbane, Australie (gazon ext.) | Challenge round Brisbane, Australie (gazon ext.)                         | Afrique du Sud                                                           | 5 |  |                                                                       |                                                                       |  |  |                                                     |                                                     |
|  | France                                                                           | 0                                                                       | Australie        | 4                                                |                                                                          | Afrique du Sud                                                           | 5 |  |                                                                       |                                                                       |  |  |                                                     |                                                     |
|  | France                                                                           | 0                                                                       | Australie        | 4                                                |                                                                          |                                                                          |   |  |                                                                       |                                                                       |  |  |                                                     |                                                     |
|  | Afrique du Sud                                                                   | 5                                                                       |                  | Espagne                                          | 1                                                                        |                                                                          |   |  |                                                                       |                                                                       |  |  |                                                     |                                                     |
|  | Afrique du Sud                                                                   | 5                                                                       |                  | Espagne                                          | 1                                                                        |                                                                          |   |  |                                                                       |                                                                       |  |  |                                                     |                                                     |

### Matchs détaillés

#### Huitièmes de finale
Les "huitièmes de finale mondiaux" correspondent aux demi-finales des zones continentales.

#### Quarts de finale
Les "quarts de finale mondiaux" correspondent aux finales des zones continentales.

#### Finale du tout venant
| | Afrique du Sud | 2                                 | - | 3 | Espagne |   |   |
| --- | -------------- | --------------------------------- | - | - | ------- | - | - |
| Stade Ellis Park, Johannesbourg, Afrique du Sud |                |                                   |   |   |         |   |   |
| du 30 novembre au 4 décembre 1967 sur dur (ext.) |                |                                   |   |   |         |   |   |
| \| 1 \| \| Raymond Moore \| 3 \| 2 \| 4 \| \| \| \| 1 \| \| Manuel Santana \| 6 \| 6 \| 6 \| \| \| \| 2 \| \| Cliff Drysdale \| 6 \| 6 \| 6 \| \| \| \| 2 \| \| Manuel Orantes \| 4 \| 2 \| 4 \| \| \| \| 3 \| \| Cliff Drysdale - Frew McMillan \| 4 \| 3 \| 11 \| \| \| \| 3 \| \| José Luis Arilla - Manuel Santana \| 6 \| 6 \| 13 \| \| \| \| \| \| \| \| \| \| \| \| \| 4 \| \| Raymond Moore \| 6 \| 0 \| 6 \| 2 \| 6 \| \| 4 \| \| Manuel Orantes \| 4 \| 6 \| 4 \| 6 \| 4 \| \| \| \| \| \| \| \| \| \| \| 5 \| \| Cliff Drysdale \| 3 \| 3 \| 6 \| 2 \| \| \| 5 \| \| Manuel Santana \| 6 \| 6 \| 3 \| 6 \| \| \| \| \| \| \| \| \| \| \| |                |                                   |   |   |         |   |   |
| 1 |                | Raymond Moore                     | 3 | 2 | 4       |   |   |
| 1 |                | Manuel Santana                    | 6 | 6 | 6       |   |   |
| 2 |                | Cliff Drysdale                    | 6 | 6 | 6       |   |   |
| 2 |                | Manuel Orantes                    | 4 | 2 | 4       |   |   |
| 3 |                | Cliff Drysdale - Frew McMillan    | 4 | 3 | 11      |   |   |
| 3 |                | José Luis Arilla - Manuel Santana | 6 | 6 | 13      |   |   |
| |                |                                   |   |   |         |   |   |
| 4 |                | Raymond Moore                     | 6 | 0 | 6       | 2 | 6 |
| 4 |                | Manuel Orantes                    | 4 | 6 | 4       | 6 | 4 |
| |                |                                   |   |   |         |   |   |
| 5 |                | Cliff Drysdale                    | 3 | 3 | 6       | 2 |   |
| 5 |                | Manuel Santana                    | 6 | 6 | 3       | 6 |   |
| |                |                                   |   |   |         |   |   |

#### Challenge round
La finale de la Coupe Davis 1967 se joue entre l'Australie et l'Espagne.
| | Australie | 4                               | - | 1 | Espagne |   |  |
| --- | --------- | ------------------------------- | - | - | ------- | - |  |
| Milton Courts, Brisbane, Australie |           |                                 |   |   |         |   |  |
| du 26 au 28 décembre 1967 sur gazon (ext.) |           |                                 |   |   |         |   |  |
| \| 1 \| \| Roy Emerson \| 6 \| 6 \| 6 \| \| \| \| 1 \| \| Manuel Santana \| 4 \| 1 \| 1 \| \| \| \| 2 \| \| John Newcombe \| 6 \| 6 \| 6 \| \| \| \| 2 \| \| Manuel Orantes \| 3 \| 3 \| 2 \| \| \| \| 3 \| \| John Newcombe - Tony Roche \| 6 \| 6 \| 6 \| \| \| \| 3 \| \| Manuel Orantes - Manuel Santana \| 4 \| 4 \| 4 \| \| \| \| \| \| \| \| \| \| \| \| \| 4 \| \| John Newcombe \| 5 \| 4 \| 2 \| \| \| \| 4 \| \| Manuel Santana \| 7 \| 6 \| 6 \| \| \| \| \| \| \| \| \| \| \| \| \| 5 \| \| Roy Emerson \| 6 \| 6 \| 2 \| 6 \| \| \| 5 \| \| Manuel Orantes \| 1 \| 1 \| 6 \| 4 \| \| \| \| \| \| \| \| \| \| \| |           |                                 |   |   |         |   |  |
| 1 |           | Roy Emerson                     | 6 | 6 | 6       |   |  |
| 1 |           | Manuel Santana                  | 4 | 1 | 1       |   |  |
| 2 |           | John Newcombe                   | 6 | 6 | 6       |   |  |
| 2 |           | Manuel Orantes                  | 3 | 3 | 2       |   |  |
| 3 |           | John Newcombe - Tony Roche      | 6 | 6 | 6       |   |  |
| 3 |           | Manuel Orantes - Manuel Santana | 4 | 4 | 4       |   |  |
| |           |                                 |   |   |         |   |  |
| 4 |           | John Newcombe                   | 5 | 4 | 2       |   |  |
| 4 |           | Manuel Santana                  | 7 | 6 | 6       |   |  |
| |           |                                 |   |   |         |   |  |
| 5 |           | Roy Emerson                     | 6 | 6 | 2       | 6 |  |
| 5 |           | Manuel Orantes                  | 1 | 1 | 6       | 4 |  |
| |           |                                 |   |   |         |   |  |